# Chyung Jae-Young
Chyung Jae-Young es un deportista surcoreano que compitió en judo. Ganó una medalla de plata en el Campeonato Asiático de Judo de 1974, en la categoría de –63 kg.

## Palmarés internacional
| Campeonato Asiático | Campeonato Asiático  | Campeonato Asiático | Campeonato Asiático |
| Año                 | Lugar                | Medalla             | Categoría           |
| ------------------- | -------------------- | ------------------- | ------------------- |
| 1974                | Seúl (Corea del Sur) | Medalla de plata    | –63 kg              |